# Pepper Keibu (chanson de Morning Musume)
Singles de Morning Musume
Resonant Blue
(2008) Naichau Kamo
(2009)
Pepper Keibu (ペッパー警部, Peppā Keibu, "Inspecteur Pepper" ou "Inspecteur poivre") est le 37e single du groupe féminin de J-pop Morning Musume, sorti en 2008. C'est une reprise du titre homonyme sorti en single par Pink Lady en 1976.

## Présentation
Le single sort le 24 septembre 2008 au Japon sur le label zetima, produit (mais pas écrit) par Tsunku. Il atteint la 3e place du classement Oricon, et reste classé pendant 6 semaines, pour un total de 46 067 exemplaires vendus durant cette période. Il sort également dans deux éditions limitées notées "A" et "B", avec des pochettes différentes : l'édition "A" contient en supplément un DVD avec un "making of", alors que l'édition "B" contient en supplément un mini-"photobook". Le single sort aussi au format "single V" (DVD). Une édition spéciale DVD "event V" est aussi vendue lors de représentations du groupe.
Les deux titres du single sont des reprises de chansons écrites dans les années 1970 par le parolier à succès Yū Aku, et figureront dans une version légèrement différente sur l'album spécial de reprises par Morning Musume Cover You qui sort deux mois plus tard. La chanson-titre est une reprise de celle du premier single du duo Pink Lady, qui s'est vendu à plus d'un million d'exemplaires en 1976, et qui a aussi été reprise par le groupe GO!GO!7188 et par Miz. La chanson en "face B", Romance, est une reprise de la chanson-titre du deuxième single de la chanteuse Hiromi Iwasaki, disque qui fut n°1 du classement Oricon en 1975.

## Formation
Membres du groupe créditées sur le single :
- 5e génération : Ai Takahashi, Risa Niigaki
- 6e génération : Eri Kamei, Sayumi Michishige, Reina Tanaka
- 7e génération : Koharu Kusumi
- 8e génération : Aika Mitsui, Jun Jun, Lin Lin

## Titres
Single CD
1. Pepper Keibu (ペッパー警部?)
2. Romance (ロマンス?)
3. Pepper Keibu (Instrumental) (ペッパー警部...?)

DVD de l'édition limitée "A"
1. Jacket (...) Making & Interview (ジャケット撮影メイキング&インタビュー?)

DVD de l'édition limitée "event V"
1. Pepper Keibu (ペッパー警部?)  (Another Ver.)
2. Pepper Keibu (Takahashi Ai, Kamei Eri, Linlin Close-up Ver.) (高橋愛・亀井絵里・リンリン Close-up Ver.?)
3. Pepper Keibu (Niigaki Risa, Kusumi Koharu, Mitsui Aika Close-up Ver.) (新垣里沙・久住小春・光井愛佳 Close-up Ver.?)
4. Pepper Keibu (Michishige Sayumi, Tanaka Reina, Junjun Close-up Ver.) (道重さゆみ・田中れいな・ジュンジュン Close-up Ver.?)

Single V (DVD)
1. Pepper Keibu (ペッパー警部?)
2. Pepper Keibu (Close-up Ver.) (ペッパー警部...?)
3. Making Eizô (メイキング映像?)